# 夏豪均
夏豪均（1981年—），出生於台北市，台灣教育家及創新教育實踐者，現任開平餐飲職業學校校務發展委員會主委、台灣侍酒師協會常務理事、國際品水協會大中華區代表、台灣首位國際品水師

## 著作
- 技術型高級中等學校餐旅群《西餐烹調實習上、下冊》，科有圖書股份有限公司，2020
- Hsia, H., Chen, T. L., & Tan, T. S. (2020). Examining the Concept of Creativity in a Culinary School Setting, Journal of Hospitality & Tourism Education, 1-8.(SSCI), 2020